# Estación Rosales (Metroplús)
Rosales es una estación del sistema de transporte público de mediana capacidad Metroplús, ubicada en el occidente de Medellín en el barrio Rosales de la comuna 16 Belén sobre la calle 30 (Avenida Universidad de Medellín) con carrera 70. Forma parte de las líneas 1 y 2, y es una estación de paso desde el extremo occidental del trazado hacia la estación terminal Parque de Aranjuez, atravesando el occidente de la ciudad.
La estación fue inaugurada el 22 de diciembre de 2011 como parte del tramo inicial de la Troncal Belén–Aranjuez, un corredor de Metroplús diseñado para mejorar la movilidad en el eje occidental de Medellín y conectar esta zona con áreas céntricas y del norte de la ciudad.

## Historia
La estación Rosales hizo parte del proyecto inicial de la troncal línea 1 de Metroplús, un corredor exclusivo de aproximadamente 12,5 km que conecta el occidente de Medellín con zonas céntricas y del norte de la ciudad, desde la Universidad de Medellín hasta el Parque de Aranjuez.
Las obras de construcción comenzaron entre 2004 y 2008, en el marco de los documentos CONPES que estructuraron técnica y financieramente el proyecto. Durante esta etapa, se identificó el corredor vial de la calle 30 como eje prioritario para la movilidad en el occidente, definiendo estaciones clave como Rosales para garantizar accesibilidad, integración modal y cobertura residencial.
La estación fue inaugurada el 22 de diciembre de 2011, entrando en operación comercial junto con el resto del tramo que conecta el occidente de Medellín con el centro y el norte de la ciudad. Desde su apertura, ha servido como punto de acceso principal para los habitantes del barrio Rosales en la comuna 16 Belén y para la comunidad universitaria de la zona, facilitando la integración con rutas de transporte público y mejorando la movilidad en el eje occidental.

## Ubicación y entorno
La estación Rosales se localiza en el occidente de Medellín, en la abscisa K2+070, en la intersección de la calle 30 —también conocida como Avenida Universidad de Medellín— con carrera 70, dentro del barrio Rosales de la comuna 16 Belén. Forma parte de las líneas 1 y 2 del sistema Metroplús, que recorre el occidente de la ciudad por esta arteria exclusiva para transporte masivo.
El área circundante presenta un entorno predominantemente residencial, complementado por comercio minorista, servicios de carácter barrial e instalaciones institucionales. La calle 30 constituye una arteria vial principal que conecta varios sectores del occidente con el centro de la ciudad, facilitando la movilidad y el acceso al transporte público.
La estación se ubica en un corredor de alta integración, situada entre las estaciones Parque de Belén al occidente y Fátima al oriente, ambas también sobre la calle 30. Esta ubicación refuerza su función como nodo intermedio de la troncal urbana de Metroplús, beneficiando la movilidad de los residentes de Rosales y zonas aledañas.
En sus inmediaciones se encuentran viviendas, establecimientos de comercio local, instituciones educativas y rutas integradas de transporte público, incluyendo líneas de buses urbanos que circulan por la calle 30 y vías cercanas.

## Diseño y características
La estación Rosales fue diseñada con una longitud de 52,8 metros y un ancho de 3 metros, incluyendo una rampa de acceso de 9 metros.
El sistema constructivo corresponde al tipo estándar de la troncal Medellín:
- Cimentación en concreto con zapatas aisladas.
- Accesos mediante rampas en concreto con pasamanos metálicos.
- Superestructura en estructura metálica pintada.
- Cerramientos en lámina microperforada.
- Cubierta y puertas en lámina metálica, con apertura automática.
- Pisos en placas de concreto apoyadas sobre la estructura (en la zona de torniquetes el piso es fundido en sitio).
- Dotación de taquillas, cuarto eléctrico/rack, zona de torniquetes, iluminación lateral (en techo y bajo estación), tótem exterior y señalización interior en policarbonato.[10]

Cuenta con una plataforma central a nivel del suelo que presta servicio a las líneas 1 y 2 de Metroplús. Tiene dos vías exclusivas para buses articulados y padrones impulsados principalmente por gas natural vehicular (GNV).
Está adaptada para personas con movilidad reducida, incluyendo rampas, señalética visual y piso podotáctil.

## Diagrama de la estación
| SUELO            | |         |
| Occidente        | Línea 1: Parque Belén ← Fátima (Universidad de Medellín) Línea 2: Parque Belén ← Fátima (Universidad de Medellín) | Oriente |
| Salida / Entrada | Plataforma central — puertas a ambos lados                                                                        |         |
| Occidente        | Línea 1: Parque Belén → Fátima (Parque de Aranjuez) Línea 2: Parque Belén → Fátima (Parque de Aranjuez)           | Oriente |
|                  | |         |

## Gestión ambiental
El Plan de Manejo Ambiental (PMA) para la construcción de estaciones en la troncal Medellín contempló medidas aplicables a Rosales:
- Control de emisiones de polvo mediante riego y cubrimiento de acopios.
- Mantenimiento preventivo de maquinaria para minimizar emisiones y ruido.
- Implementación de planes de manejo de tráfico en la calle 30, con señalización y pasos peatonales.
- Manejo integral de residuos de construcción y escombros.
- Conservación de la vegetación en el separador central de la vía.

## Servicios
La estación Rosales ofrece servicios básicos para la comodidad y seguridad de los usuarios, incluyendo taquillas para la recarga y compra de tarjetas Cívica, zonas de espera cubiertas, iluminación LED y vigilancia permanente. Además, dispone de sistemas de información al usuario mediante pantallas electrónicas y señalización visual y auditiva para facilitar el acceso y la movilidad dentro de la estación.
La estación cuenta con integración tarifaria únicamente con rutas alimentadoras del sistema Metroplús y hace parte del Sistema Integrado de Transporte del Valle de Aburrá –SITVA–, aunque no tiene conexión directa con otros modos como el metro, el metrocable o el tranvía.
La estación es atendida por rutas alimentadoras que permiten la conexión con diversos barrios de la comuna 16 Belén, facilitando el acceso a la troncal desde zonas aledañas. Entre las rutas integradas que operan en esta estación se encuentran la C3-002 Aguacatala - Bulerías, C3-008 Rosales - La Serranía.
No se dispone de parqueaderos ni servicios comerciales permanentes dentro de la estación, debido a su ubicación urbana y diseño funcional enfocado en la eficiencia del transporte masivo.

## Rutas alimentadoras
La estación Rosales cuenta con rutas alimentadoras que permiten la conexión con varios barrios de la comuna 16 Belén, facilitando el acceso al sistema Metroplús desde zonas aledañas. Estas rutas están operadas por buses integrados que hacen parte del Sistema Integrado de Transporte del Valle de Aburrá.
| Código | Nombre de la ruta     | Zona que cubre                                          |
| ------ | --------------------- | ------------------------------------------------------- |
| C3-002 | Aguacatala - Bulerías | Barrio La Aguacatala y sector Bulerías del barrio Belén |
| C3-008 | Rosales - La Serranía | Barrio Rosales sector La Serranía                       |

Estas rutas amplían la cobertura del sistema, mejorando la movilidad de los usuarios que residen o trabajan cerca de la estación.

## Horarios
La estación opera todos los días del año con el siguiente horario:
| Dirección               | Día                 | Primer vehículo | Último vehículo |
| ----------------------- | ------------------- | --------------- | --------------- |
| Universidad de Medellín | Lunes a viernes     | 04:55           | 23:19           |
| Universidad de Medellín | Sábados             | 04:55           | 23:19           |
| Universidad de Medellín | Domingos y festivos | 05:35           | 22:39           |
| Parque Aranjuez         | Lunes a viernes     | 04:27           | 22:56           |
| Parque Aranjuez         | Sábados             | 04:27           | 22:56           |
| Parque Aranjuez         | Domingos y festivos | 04:59           | 22:06           |

La frecuencia de paso en horas pico es de 4 a 6 minutos y en horas valle de 8 a 12 minutos. El tiempo estimado de viaje desde esta estación hasta Parque de Aranjuez es de aproximadamente 45 min.